# Fabio Zenoni
Fabio Zenoni (Lovanio, 4 ottobre 1970) è un attore belga.

## Biografia
Tra i film in cui ha recitato, Love Bites - Il morso dell'alba di Antoine de Caunes, Wasabi e Il tulipano d'oro di Gérard Krawczyk, Snowboarder di Olias Barco, Americano di Mathieu Demy, Microbo & Gasolina di Michel Gondry. È molto attivo anche a teatro.

## Filmografia parziale
- Les Acteurs anonymes, regia di Benoît Cohen (2001)
- Love Bites - Il morso dell'alba, regia di Antoine de Caunes (2001)
- Wasabi, regia di Gérard Krawczyk (2001)
- 17 fois Cécile Cassard, regia di Christophe Honoré (2002)
- Aram, regia di Robert Kechichian (2002)
- Il tulipano d'oro (Fanfan la tulipe), regia di Gérard Krawczyk (2003)
- Nos enfants chéris, regia di Benoît Cohen (2003)
- Snowboarder, regia di Olias Barco (2003)
- In amore c'è posto per tutti (Après vous...), regia di Pierre Salvadori (2003)
- À ce soir, regia di Laure Duthilleul (2004)
- Ordo, regia di Laurence Ferreira Barbosa (2004)
- Trouble, regia di Harry Cleven (2005)
- Quand les anges s'en mêlent..., regia di Crystel Amsalem (2005)
- Il caso Belle Steiner (Belle), regia Benoît Jacquot (2024)